# Мунтиян, Валерий Иванович
Мунтиян Валерий Иванович (укр. Мунтіян Валерій Іванович), род. 3 августа 1960 года в г. Одессе, украинец, — ученый в области оборонной экономики, национальной безопасности, экологии и информациологии, автор научного открытия, основоположник научного направления и создатель научной теории, военный и государственный деятель. Доктор экономических наук, профессор, член-корреспондент Национальной Академии наук Украины.

## Образование
Пушкинское высшее военное инженерное строительное училище по специальности "Строительство зданий и сооружений" (г. Ленинград, 1982).
Две Высшие школы хозяйственного управления по специальностям "Работа предприятий в условиях полного хозрасчета" и "Работа предприятий в рыночных условиях" (г. Симферополь, 1988, 1991).
Аспирантура при Одесском государственном экономическом университете по специальности "Экономика, планирование, организация управления народным хозяйством и его отраслями" (г. Одесса, 1994).
Колледж стратегических исследований и оборонной экономики (Германия, 1996).
Украинская Академия государственного управления при Президенте Украины по специальности "Государственное управление" (г. Киев, 1999).
Национальная академия обороны Украины по специальности "Организация тылового обеспечения войск (сил)" (г. Киев, 2005).

### Повышение квалификации
Курс по программе "Кадровый менеджмент в современных компаниях и малом бизнесе" (г. Одесса, 1992).
Курс "Национальная безопасность", Гарвардский университет (США, 1997).
Факультет переподготовки и повышения квалификации Академии Вооруженных Сил Украины по "командно-штабной оперативно-стратегической" специальности (г. Киев, 1998).
Курс для Высшего командного состава Европейского центра по изучению проблем международной безопасности им. Дж. Маршалла (Германия, 2001).
Курс по экономике знаний, Институт Всемирного банка (Киев, 2007).
Курс по развитию частного и финансового сектора Европы и Центральной Азии, Институт Всемирного банка (Киев, 2008).

### Ученые степени и звания, академические статусы
Кандидат экономических наук по специальности "Управление, планирование и государственное регулирование экономикой" (1994).
Доктор экономических наук по специальности "Организация управления, планирования и регулирования экономикой" (1998).
Действительный член (академик) Академии экономических наук Украины по специальности "Менеджмент" (1998).
Доктор социологических наук (2000).
Доктор (Grand Doctor) философии Европейской Академии информатизации (2000).
Профессор по специальности "Социология управления" (2000).
Профессор (Full Professor) Европейской Академии информатизации (2000).
Действительный член (академик) Украинской Экологической Академии наук (2000).
Профессор кафедры экономической политики, Министерство образования и науки Украины (2001).
Член-корреспондент Национальной академии наук Украины (2006).
Почетный доктор Одесской государственной Академии строительства и архитектуры (2009).
Действительный член (академик) шести международных академий.

## Преподавательская и исследовательская деятельность
Научный сотрудник Совета по изучению производительных сил НАН Украины (1993).
Старший консультант Национального института стратегических исследований при Президенте Украины (1995).
Старший научный сотрудник Научно-исследовательского финансового института при Минфине Украины (1997).
Профессор кафедры управления и экономики производства Государственной академии легкой промышленности Украины (1999).
Главный научный сотрудник Института экономики и прогнозирования НАН Украины (2000).
Профессор кафедры экономической политики Национальной академии государственного управления при Президенте Украины (2000).
Заведующий кафедрой международной экономики Международного университета экономики и финансов "Украина" (2010).
Профессор кафедры международной экономики и менеджмента Национального технического университета Украины "Киевский политехнический институт" (2011).
Член редколлегии отечественных и зарубежных изданий. Его научные работы опубликовывались в Российской Федерации, других государствах-участниках СНГ, Бельгии, Болгарии, Германии, Великобритании, Чехии, США и КНР.
Член ученых советов: Совета Национальной безопасности и обороны Украины (2000-2003); Экспертного совета Высшей аттестационной комиссии Украины (2002-2005); Межведомственного аналитически-консультативного совета по вопросам развития производительных сил и производственных отношений при Кабинете Министров Украины (2000); Института экономического прогнозирования НАН Украины (с 1999-2005), Института экономики и прогнозирования НАН Украины (с 2005 по н.в.).

## Производственная деятельность
Начало производственной деятельности связано с полученной квалификацией военного инженера-строителя. Трудился на различных инженерных должностях в системе Министерства обороны СССР. Работал на объектах "Энергия-Буран".
Рационализаторской и изобретательской работой начал заниматься еще будучи курсантом военного училища. Призер Всесоюзного конкурса Изобретателей и рационализаторов СССР (1989).
Его новаторские идеи были внедрены в технологиях строительства зданий и подземных сооружений, защиты объектов оборонного значения, при строительстве объектов космической связи и повышенной сейсмической устойчивости, а также воплощены в целом ряде технических новшеств.
Одним из первых в системе Министерства обороны СССР разрабатывал и внедрял на практике новые формы организации, планирования и хозяйствования.
С начала провозглашения независимости Украины принимал активное участие в разработке рекомендаций, направленных на преодоление кризисных явлений, а также концепций, стратегий, программ, законопроектов, направленных на создание и эффективное функционирование монетарной, налоговой и бюджетной систем государства. Особые усилия были направлены на обеспечение обороноспособности и безопасности государства. Принимал участие во многих рабочих группах, созданных Указами Президента Украины, Постановлениями Верховной Рады Украины и Кабинета Министров Украины.
По его личной инициативе и под его руководством была создана методическая, законодательная и нормативно-правовая база экономического, финансового и социального обеспечения Вооруженных Сил Украины, а также предприятий и организаций Министерства обороны Украины. Его научные разработки и рекомендации по определению приоритетных направлений развития оборонной сферы, стратегии и путей реформирования оборонной отрасли экономики нашли своё воплощение в органах законодательной и исполнительной власти Украины, а также использовались в других странах.
Воинское звание – генерал-лейтенант (2004).

### Основные последние должности
С 2011 года – Правительственный уполномоченный по вопросам сотрудничества с Российской Федерацией, государствами-участниками Содружества Независимых Государств, Евразийского экономического сообщества и другими региональными объединениями.
С 2010 года – Председатель комиссии по проведению реорганизации Министерства экономики Украины.
С 2007 года – заместитель Министра экономики Украины.
С 2003 года – заместитель Министра обороны Украины.
С 1997 года – начальник Главного управления экономики Министерства обороны Украины.

### Основные должности в общественных организациях
Член Центрального Исполнительного Комитета Союза украинских экономистов (1997 по н.в.).
Член Правления Украинского фонда мира (2003 по н.в.).
Заместитель Председателя Международного Антикриминального и Антитеррористического комитета (2003).
Член Консультационного совета по вопросам информатизации при Верховном Совете Украины (с 2006 по н.в.).

### Участие в международной деятельности
Член Государственной комиссии по вопросам сотрудничества с ВТО.
Член Международного союза экономистов Генерального консультанта Экономического и Социального Совета ООН.
Руководитель рабочих групп высокого уровня СНГ по разработке международных программ: "Стратегия экономического развития стран СНГ на период до 2020 года" и "Межгосударственная целевая программа инновационного сотрудничества государств-участников СНГ на период до 2020 года".
Член Совета межгосударственного сотрудничества в научно-технической и инновационной сферах.

## Основные направления и результаты научной деятельности
Автор более 280 научных работ, в том числе: одного открытия, 12 личных и 22 коллективных монографий, 23 учебников и научно-методических пособий.
Среди них такие монографии как: "Оборонный бюджет: Мировой опыт и возможные пути реформирования в Украине" (1996); "Экономика и расходы на оборону" (1998); "Экономическая безопасность Украины" (1999); "Informatiology and economic security" (2001); "Основы теории информациогенной модели экономики" (2004); "Информациогенная парадигма" (2006); "An informatiogenic paradigm in Economics" (2007); сборник трудов в 4-х томах "Проблемы национальной безопасности в процессах создания государства" (2007); "Экономика в условиях кризиса" (2010); "Экономический интеграционный выбор" (2014) и др.

## Награды, почетные звания
Нагрудный знак "Отличник изобретательства  и рационализации" (1989).
Почетный член Корпуса военн инженеров США (1993).
Почетное звание "Заслуженный строитель Украины" (1994).
Нагрудный знак Министерства обороны Украины "Доблесть и честь" (1997).
Высшее международное звание и золотая медаль "Основоположник научного направления" (2001).
Лауреат Государственной премии Украины в области науки и техники за работу "Научно-методологические основы системы национальной безопасности" (2002).
Золотая медаль "За достижения в науке" за разработку новой экономической модели и цикл научных трудов в области экономики (2002).
Лауреат премии им. В. М. Глушкова с вручением Золотой медали лауреата за разработку нового направления "Информациологическая экономика – основа гармонического развития мирового сообщества" и за создание научной теории информациогенной модели экономики (2003).
Почетный гражданин г. Шаргорода (Винницкая область, Украина, 2004).
Золотая медаль и диплом лауреата международного конкурса "Элита информациологов мира 2005".
Золотая медаль и диплом лауреата Международной премии им. Академика A.M. Прохорова (2005).
Высшее международное звание и золотая медаль "Международный изобретатель" (2010).
Высший международный орден "За выдающиеся заслуги в информациологии" (2010).
Орден "Лидер экономической интеграции СНГ" (2010).
Орден "За верность долгу" II степени (2011).
Грамота Содружества Независимых Государств (3 сентября 2011 года) — за активную работу по укреплению и развитию Содружества Независимых Государств.
Орден "П.А. Столыпин" (2011).
Орден "Божий Архангел Михаил Архистратиг" III степени (2012).
Орден "За заслуги" III степени (2012).
Орден "Звезда Вернадского" (2012).
Знак отличия и диплом "За преданность Отчизне" (2012).
Орден "За верность долгу" I степени (2012).
Золотая Европейская медаль за проведенные исключительно важные и высококачественные исследования в сфере экономической безопасности (Брюссель, 2013).
Почетная грамота Верховной Рады Украины (2013).
Орден «Содружество» (28 ноября 2013 года, Межпарламентская ассамблея СНГ) — за активное участие в деятельности Межпарламентской Ассамблеи и её органов, вклад в укрепление дружбы между народами государств — участников Содружества Независимых Государств

## Семейное положение
Отец Мунтиян Иван Семенович (1934-2003), украинец. Работал начальником цеха на военном предприятии г. Одессы.
Мать Смаглий Ольга Леонтьевна 1941 года рождения, украинка. Заслуженный учитель Украины.
Жена Мунтиян Людмила Александровна 1961 года рождения, специалист по финансовому мониторингу.
Сын Алексей 1982 года рождения, экономист-международник.
Сын Иван 1984 года рождения, экономист-международник.